# عروس دریایی جعبه‌ای
عروس دریایی جعبه‌ای جانوری است از ردهٔ جعبه‌زیان (نام علمی: Cubozoa) در شاخه مرجانیان. این جانور کشنده ژلاتینی به اندازه یک توپ فوتبال است و تا ۶۰ شاخک با طول ۴٫۵ متر دارد. هر شاخک از ۵۰۰۰ سلول نیش‌زننده و سم کافی برای کشتن ۶۰ انسان برخوردار است. تاکنون هیچ آمار رسمی وجود نداشته اما کارشناسان برآورد کرده‌اند که سالانه بیش از ۱۰۰ تن با نیش گونه‌های مختلف این عروس دریایی در سراسر جهان کشته می‌شوند. طبق برآوردهای بنیاد ملی علوم آمریکا، تنها در فیلیپین سالانه ۴۵ انسان توسط این حیوان کشته می‌شوند. حداقل ۵۱ گونه از عروس دریایی جعبه‌ای تا سال ۲۰۱۸ شناخته‌شده‌است که به دو دسته و هشت خانواده دسته‌بندی می‌شوند.
پوشیدن جوراب‌شلواری، اسپندکس، لباس غواصی و لباس‌های شنا برای محافظت در برابر نیش‌های عروس دریایی جعبه‌ای ضروری است. هنگامی که یکی از شاخک‌های این عروس دریایی به پوست برخورد می‌کند اقدام به پمپاژ یاخته گزنده به همراه زهر به درون پوست قربانی می‌کند که باعث درد و سوزش شدید می‌شود. شستشو با محلول سرکه برای غیرفعال‌نمودن یاخته‌های گزندهٔ تخلیه‌نشده و همچنین جلوگیری از انتشار سم اضافی بسیار مؤثر است. هر چند، برخی از تحقیقات موارد خلاف این موضوع را نشان داده‌اند که البته مورد انتقاد و عدم صحت ادعا قرار گرفته‌اند

## تلفات و ایمنی
در کشور استرالیا بیشترین آمار مرگ‌ومیرها به واسطه نیش این‌گونه از عروس‌های دریایی در کودکان بوده‌است که این موضوع با توده بدنی ناچیز و بافت حداقلی چربی ارتباط بسیار نزدیکی دارد. در برخی از مناطق مجمع‌الجزایر مالایی تعداد موارد کشنده به مراتب بیشتر است (فقط در فیلیپین تخمین زده می‌شود سالانه ۲۰ تا ۴۰ مرگ وجود دارد) که احتمالاً به دلیل دسترسی محدود به امکانات پزشکی است. هر چند در استرالیا وضع اندکی متفاوت است. در حقیقت، در بسیاری از خطوط ساحلی استرالیا پست‌هایی تعبیه‌شده که محل نگهداری محلول سرکه برای مواقع اضطراری است و به همین جهت برای آنها تابلویی تعبیه‌شده که بر روی آن نوشته؛ روی زخم بریزید ولی نمالید - صرفاً جهت مصارف پزشکی و گزش‌های دریایی. در فیلیپین اهالی محلی نیز از سرکه به عنوان درمان استفاده می‌کنند.

## نگارخانه

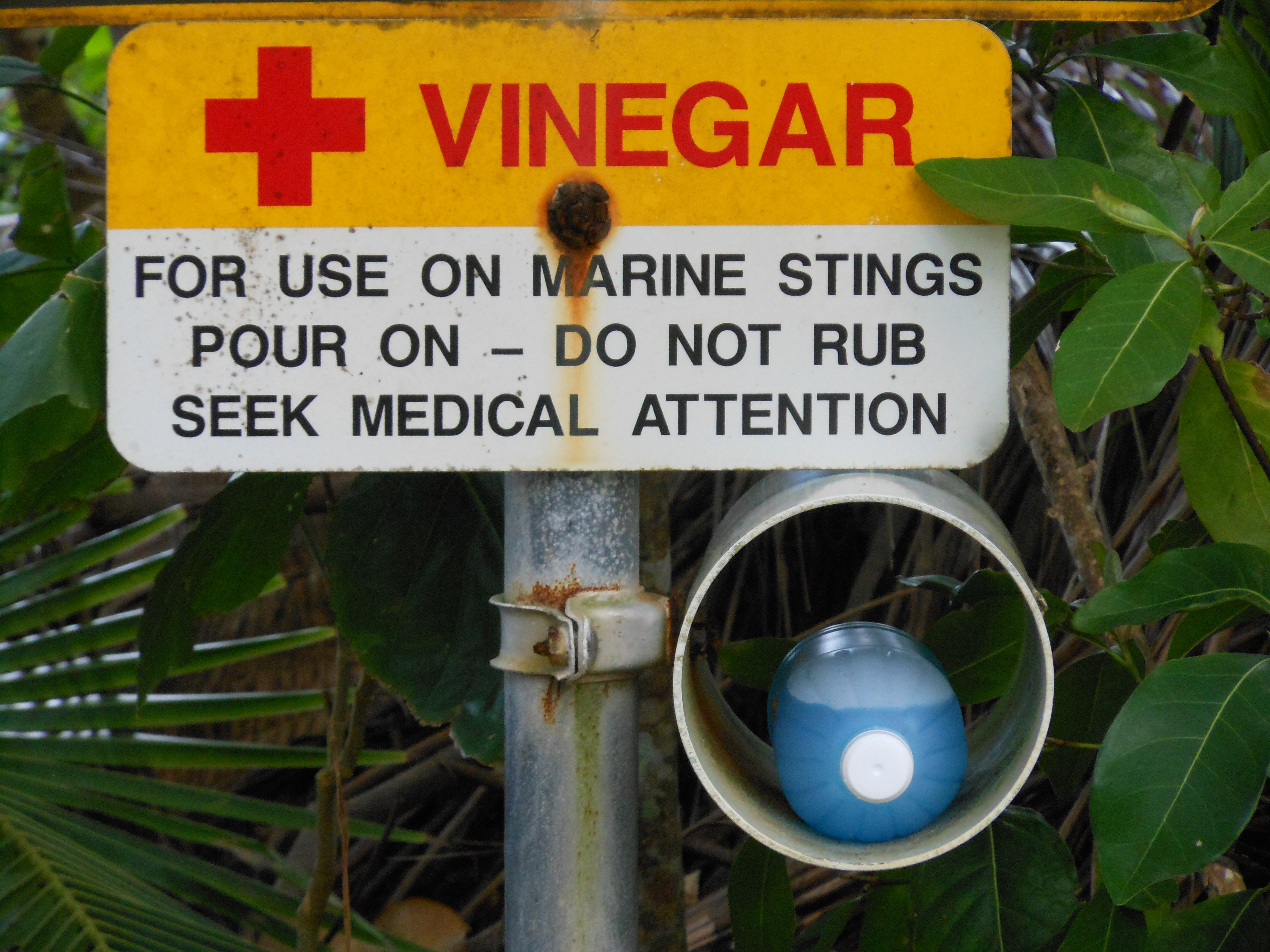
پست‌های حاوی محلول‌ سرکه در سواحل استرالیا به همراه تابلوی هشدار با عنوان؛ روی محل گزش بریزید و مالش ندهید. برای مصارف پزشکی و گزش های دریایی
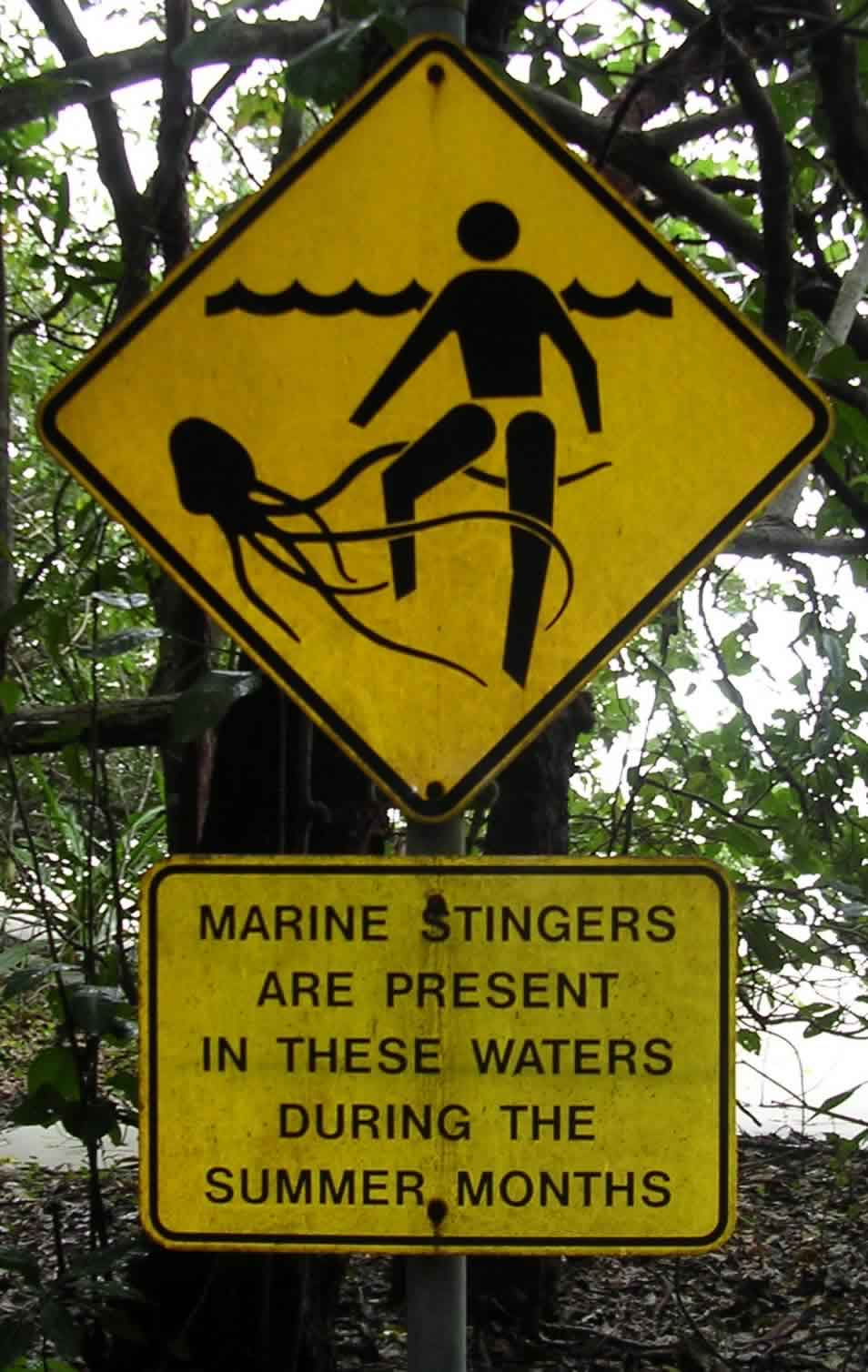
تابلوی هشدار در برخی سواحل با مضمون خطر گزش توسط عروس دریایی
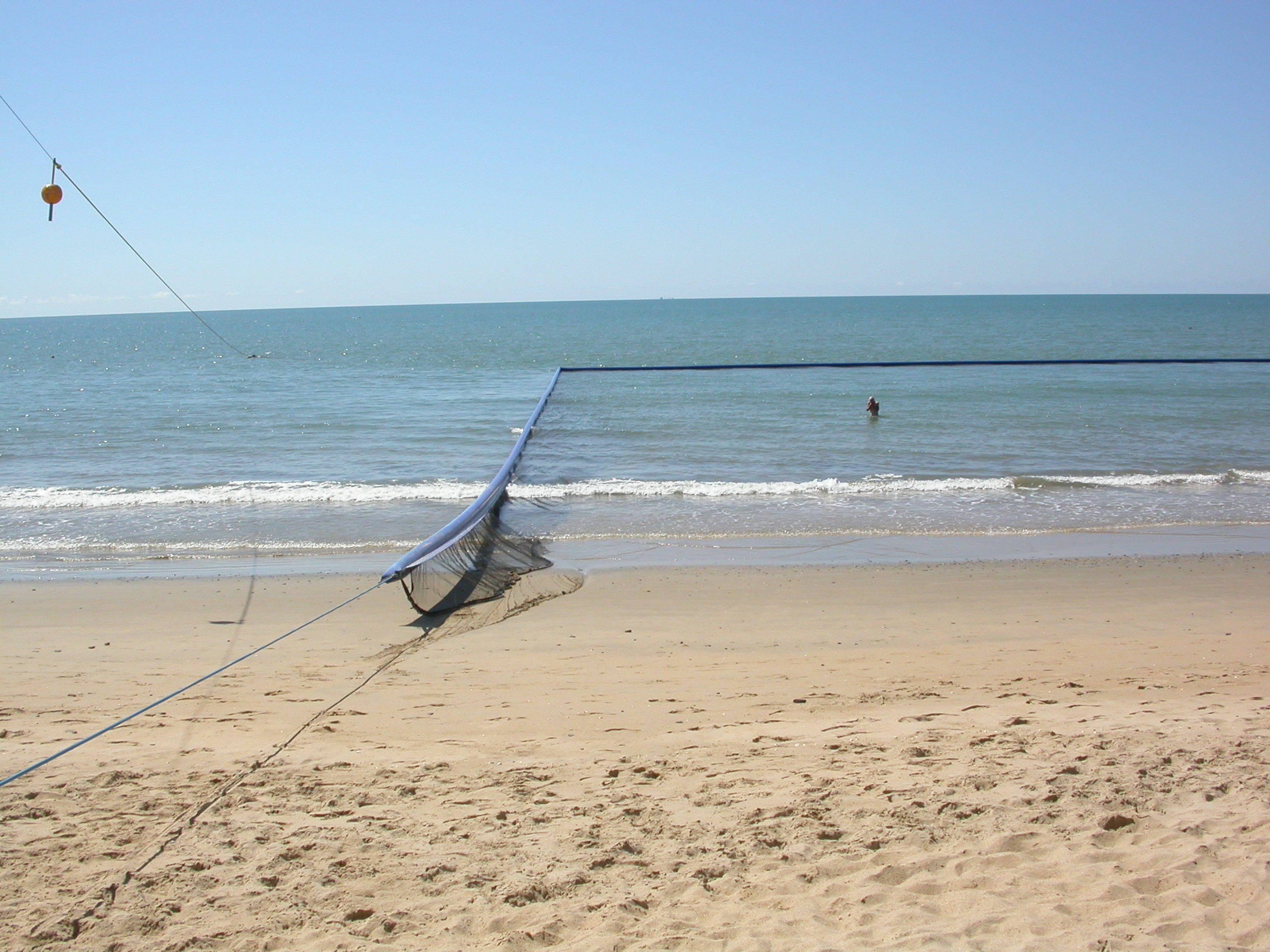
مناطق شنای محصور برای حفاظت در برابر نیش عروس دریایی